# دبیرخانه بخش اودادومبارا
دبیرخانه بخش اودادومبارا (به لاتین: Udadumbara Divisional Secretariat) یک منطقهٔ مسکونی در سری‌لانکا است که در ناحیه کندی واقع شده‌است.